# قندلة

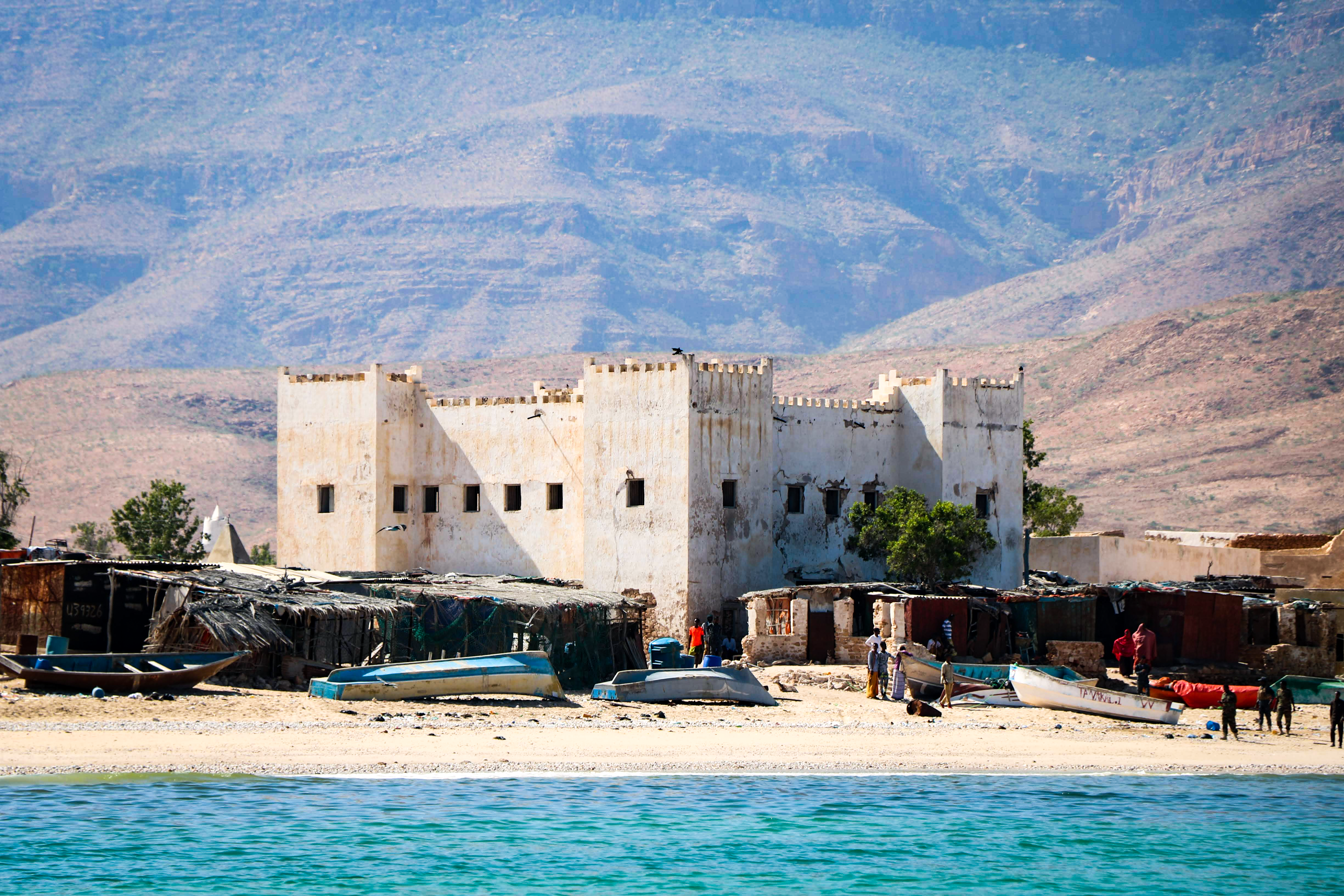
مبنى بلدية قندلة التاريخي والذي بُني في عشرينيات القرن العشرين

قندلة هي بلدة تقع في شمال شرق محافظة باري، الصومال.

## نبذة
تقع قندلة على مصب وادي يشكل مرفأً طبيعيًا لحماية السفن في خليج عدن. على بعد 75 كيلومترًا شرق بوصاصو، و549 كيلومترًا جنوب عدن، و475 كيلومترًا غرب سقطرى. تقع المدينة في منطقة أرض البنط المتمتعة بالحكم الذاتي في الصومال. وهي عاصمة مقاطعة قندلة.
في العصور القديمة، كانت قندلة مركزًا تجاريًا نشطًا للتجار من داخل القرن الأفريقي الذين كانوا ينقلون البضائع مثل البخور والصمغ والأخشاب العطرية من وإلى الميناء. لقبت البلدة ب Gacanka Hodonka ( وتعني خليج الرخاء) هو من بقايا ذاك العصر.
ومن الجدير بالذكر أن قندلة تشمل بصمة مدينة بوتيالا [الإنجليزية] القديمة، وتتميز بمجمع حصون قديم يحتل موقعًا استراتيجيًا يشرف على مصب الوادي المؤدي إلى الداخل.